# 소련 외무부
소비에트 연방 사회주의 공화국 외무부(러시아어: Министерство иностранных дел СССР) 또는 소비에트 연방 사회주의 공화국 외무성은 소련의 외교업무를 담당하는 중앙행정기관 중 하나였다.

## 역사
제정 러시아가 붕괴하고 소련이 새롭게 등장하면서, 기존 러시아제국 내무부 역할을 계승하는 소련 외무부가 1956년에 창설되었다. 제2차 세계 대전이 종결되고 공산주의 진영의 맹주로서 소련 외무부는 유럽, 중동, 아시아, 그리고 중남미에 영향력을 행사하는 국가로 자리 잡게 되었다. 유엔의 창설국이자 바르샤바 조약 기구의 수장국이기도 한 소련은 공산주의 체제 국가들과 외교적 연대를 실행하였다. 소련 외무부가 실시한 외교 정책은 소련 서기장이 누구냐에 따라서 큰 영향을 받았다. 예시로 스탈린이 서기장인 시절에는 스탈린주의가 소련 외교정책에 강하게 가미되었다. 니키타 흐루쇼프 시절에는 평화공존론이, 브레즈네프 시절에는 브레즈네프 독트린이 주장되기도 하였다. 미하일 고르바초프 시절에는 시나트라 독트린이 소련의 외교 정책에 주입되었다. 그러다가 1991년에 소련 붕괴 이후 소련 외무부는 러시아 외무부로 새로이 개편되었다.

## 조직

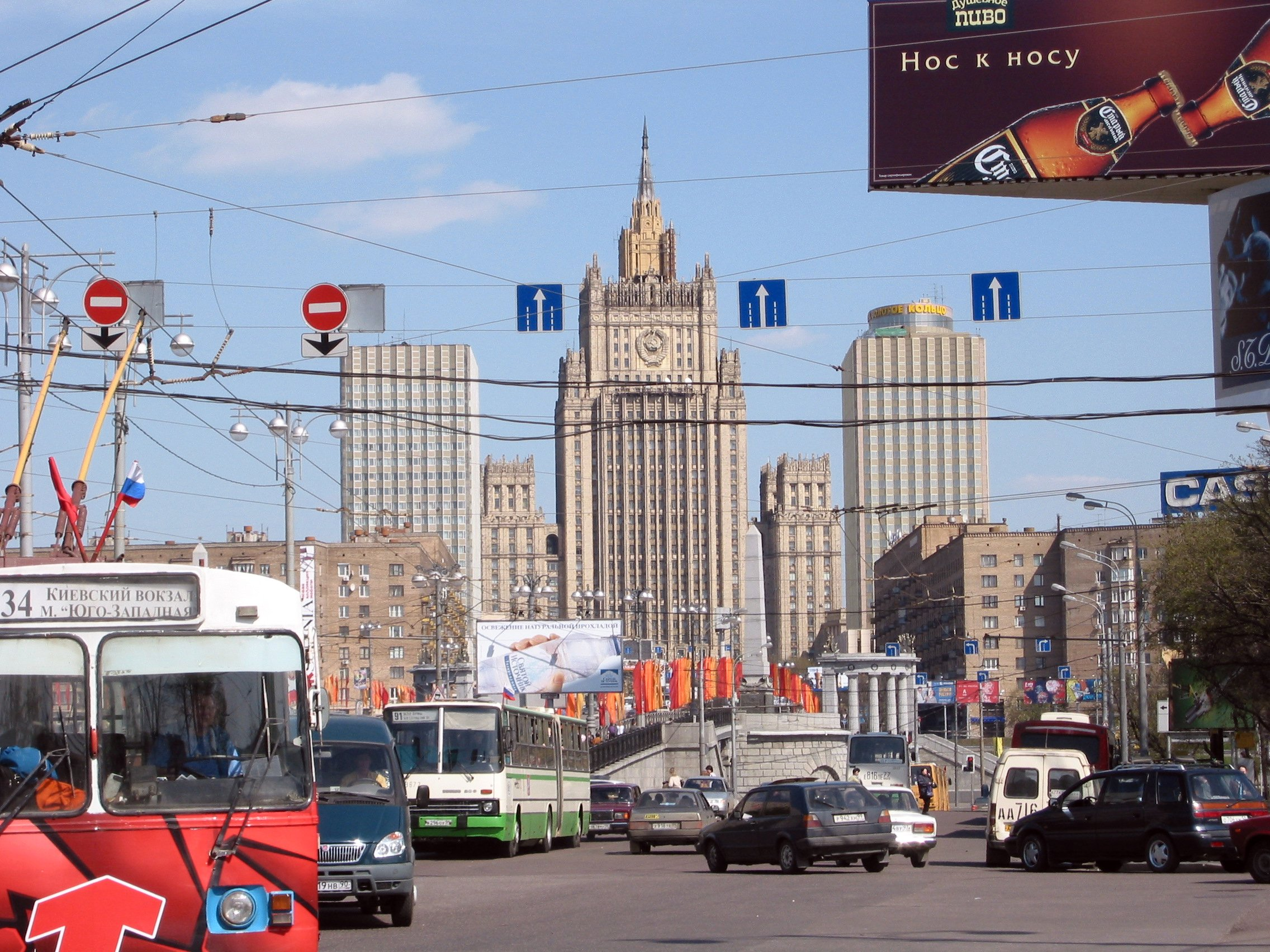
과거 소련 외무부 청사(현 러시아 외무부 청사)

소련 공산당이 대외 정책을 수립하면, 소련 외무부가 이를 행정력을 발휘하여 전개하였다. 소련 외무부 내 콜레지움이라는 것이 존재하였는데, 이는 내부의 핵심적 권력집단 혹은 의사결정 기관과 같았다. 소련 외무부는  콜레지움(Collegium)이라는 독특한 방식의 집단지도체제를 외교정책 수립에 사용하였으며, 이는 외무부 장관, 외무부 제1차관 2명, 그리고 9명의 차관보로 구성되었으며, 총 27명이 주축이 되었다.

## 역대 외무부 장관

### 외무인민위원 시절
- 게오르기 치체린
- 막심 리트비노프
- 뱌체슬라프 몰로토프

### 소련 외무 장관 시절
- 뱌체슬라프 몰로토프
- 안드레이 비신스키[6]
- 뱌쳬슬라프 몰로토프
- 드미트리 셰필로프[7][8]
- 안드레이 그로미코
- 에두아르드 셰바르드나제
- 알렉산드르 베스메르트니흐[9]

### 소련 외교 장관 시절
- 에두아르드 셰바르드나제

## 같이 보기
1. ↑  이석호 (1993). “소련 국가안보 정책의 변화와 결정요인”. 《지역연구》 2 (1): 41–91. ISSN 1225-5165.
2. ↑  “평화공존론 - 흐루시초프를 중심으로 - 사회과학논총 - 전주대학교 사회과학종합연구소 - KISS”. 2024년 5월 4일에 확인함.
3. ↑  “제6부 소련외교의 기본개념과 대외정책 ; 소련경제의 문제점과 대외정책 - 소련정치의 체계적 이해 - 경남대학교 극동문제연구소 - KISS”. 2024년 5월 4일에 확인함.
4. ↑  전홍찬 (1993). “고르바초프 정부의 한반도 정책 결정과정: 내부적 이견(異見)과 집단간 경쟁구조 연구”. 《러시아연구(Russian Studies)》 3: 151–176. ISSN 1229-1056.
5. ↑  Staar, Richard Felix (1991). 《Foreign Policies of the Soviet Union》 (영어). Hoover Institution Press, Stanford University. ISBN 978-0-8179-9103-6.
6. ↑  “안드레이 비신스키”. 2024년 5월 4일에 확인함.
7. ↑  조선일보 (2020년 8월 1일). “"1960년 사망 소설가 카뮈, 소련 KGB가 계획적 암살"”. 2024년 5월 4일에 확인함.
8. ↑  Myongsob, Kim (2022). “Limits of the 1972 Detente and the Chaos of International Order”. 《Korea and World Politics》 (카누리어) 38 (1): 49–78. doi:10.17331/kwp.2022.38.1.002. ISSN 1225-3006.
9. ↑  “중소 외무장관, 한반도 문제 논의”. 1991년 4월 2일. 2024년 5월 4일에 확인함.